# Aeroportul Internațional Marechal Rondon
Aeroportul Internațional Marechal Rondon (IATA: CGB, ICAO: SBCY) este un aeroport din Várzea Grande, Mato Grosso, Brazilia ce deservește zona Cuiabá. Aeroportul a fost tranzitat în 2022 de 2.946.878 de pasageri.
Situat la o altitudine de 188 m, aeroportul dispune de 1 pistă. Este operat de Infraero⁠(d).

## Infrastructură

### Piste
Aeroportul dispune de o singură pistă. Pista 17/35 are suprafața de asfalt și dimensiunile 2.300 m × 45 m. 